# Bha Lê
Bha Lê is een xã in het district Tây Giang, een van de districten in de Vietnamese provincie Quảng Nam. Bha Lê heeft ruim 2000 inwoners op een oppervlakte van 71 km².

## Geografie en topografie
Bha Lê ligt in het noordwesten van Tây Giang In het noordwesten grenst Bha Lê met de provincie Sekong in de Democratische Volksrepubliek Laos. In het noorden grenst Bha Lê aan huyện A Lưới en Phú Lộc in Huế. De aangrenzende xã in A Lưới is 
Hương Nguyên. In Nam Dông is de aangrenzende xã Thượng Quảng. De aangrenzende xã's in Tây Giang zijn A Nông, A Tiêng en A Vương.
De A Vương stroomt door A Vương.

## Verkeer en vervoer
Een belangrijke verkeersader is de Quốc lộ 14. Deze weg verbindt de Quốc lộ 9 met de Quốc lộ 13 en is ter plekke een onderdeel van de Ho Chi Minh-weg.